# 1062
| 1062               |
| ------------------ |
| Dødsfald - Fødsler |
| • Begivenheder     |

| Gregoriansk kalender | 1062 MLXII              |
| Ab urbe condita      | 1815                    |
| Armensk kalender     | 511 ԹՎ ՇԺԱ              |
| Kinesiske kalender   | 3758 – 3759 辛丑 – 壬寅 |
| Etiopisk kalender    | 1054 – 1055             |
| Jødisk kalender      | 4822 – 4823             |
| Hindukalendere       |                         |
| - Vikram Samvat      | 1117 – 1118             |
| - Shaka Samvat       | 984 – 985               |
| - Kali Yuga          | 4163 – 4164             |
| Iransk kalender      | 440 – 441               |
| Islamisk kalender    | 454 – 455               |

Konge i Danmark: Svend 2. Estridsen 1047-1074
Se også 1062 (tal)